# Луцеркина стрижибуба
Луцеркина стрижибуба (лат. Plagionotus floralis) је врста стрижибуба из потпородице Cerambycinae.

## Опис
Тело је издужено са готово кугластим вратним штитом, црно, са горње стране без сјаја, са жутим или беличастим томент-шарама. Абдомен је често смеђкаст. Пипци и ноге су светлосмеђежути или црвенкастожути; често су 1. чланак пипка или задебљали део бедара црнкасти. На доњој страни тела и 4 задња бедра немају бројне и дуге усправне длаке. Највећи део главе покривен је жутом пубесценцијом. 
Широки предњи, те уски базални руб вратног штита, као и једна широка попречна врпца иза средине истог, штитић, 5 попречних врпци и једна мрља на бази покриља испод рамена, те готово цела доња страна тела осим уске базе стернита покривени су густим жутим или беличастим томентом. Епиплеуре покрилаца нису, или су само спреда, жуто томентиране. Шаре покрилаца су варијабилне.
Код типичне форме пипци су сасвим светли. Често су 1. чланак пипака и задебљани део бедара црнкасти. Ретко су томент-шаре беле, иначе једнаке са типичном формом. Врло ретко су покрилца покривена густом сивом пубесценцијом, а шаре су неизражене. Дужина тела је од 5 до 20 mm.

## Биономија
Имаго се јавља од краја маја до почетка јуна, а по неким другим подацима у јулу и августу на цвећу (Euphorbia, Achillea, Daucus и др). Ларва је у Русији, Бугарској и јужној Мађарској озбиљна штеточина луцерке. Имаго полеже јаја на подножје старих биљака, а по другим подацима појединачно у пукотине тла близу биљке хранитељке. Ларва буши у стабљици и корену до 15 cm, испод земље, презими у биљци, и ту се претвара у лутку. У јужној Русији ларва на ненаводњеним пољима оштећује двогодишње биљке које су одређене за добијање семена.

## Распрострањење
Врста насељава просторе јужне и средње Европе, Кавказ, Малу Азију, Сирију, западни и средњи дио Сибира итд. Бележена је целој Србији, мада ретко изнад 1000 m.

## Синоними
- Cerambyx floralis Pallas, 1773
- Paraplagionotus floralis (Pallas, 1773) Kasatkin, 2005
- Clytus (Echinocerus) floralis (Pallas, 1773) Mulsant, 1862
- Echinocerus floralis (Pallas, 1773) Villiers, 1978
- Clytus abruptus Kraatz, 1870